# Krakus

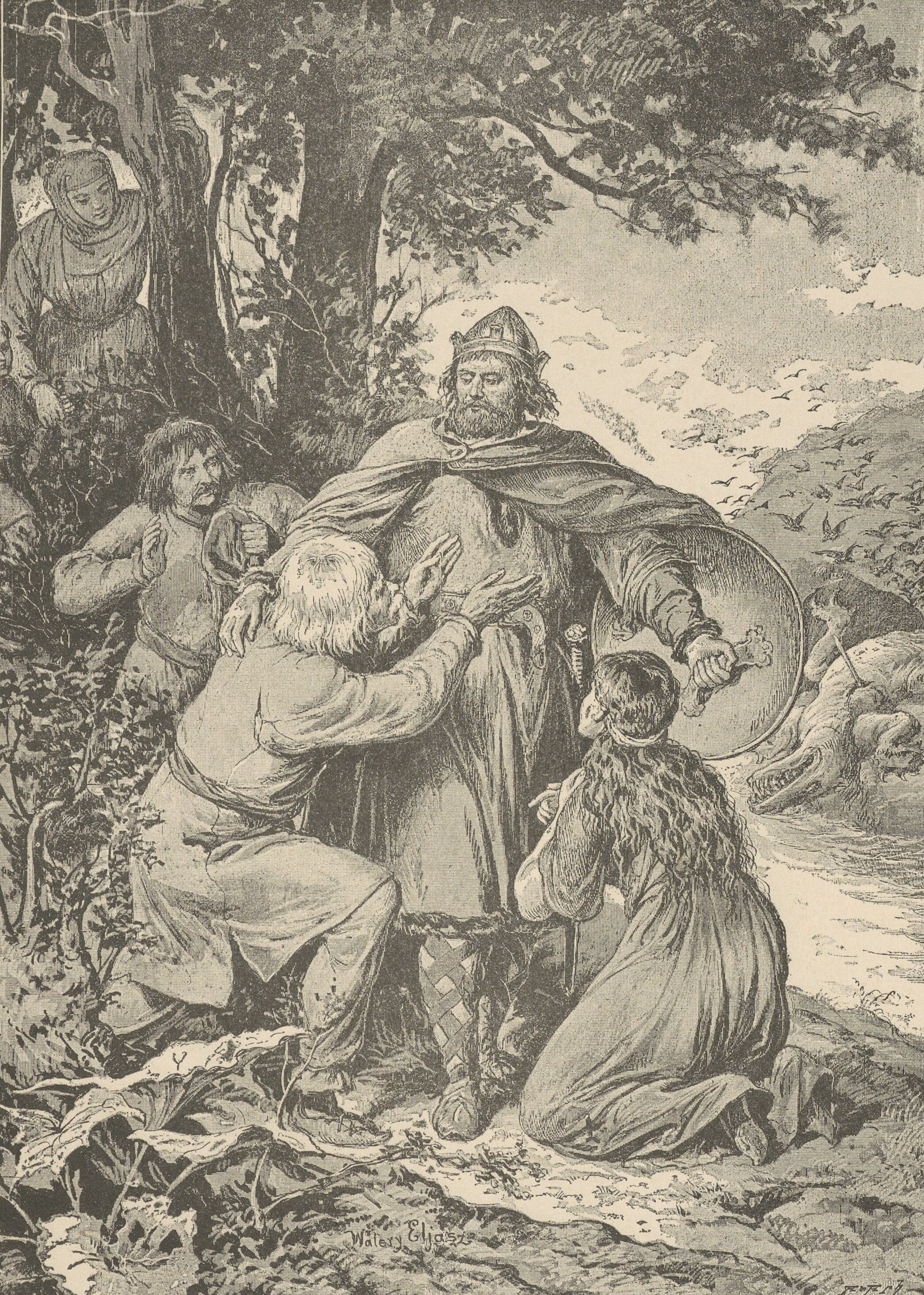
"Krak", tranh khắc bởi Walery Eljasz-Radzikowski (1841–1905)

Krakus, Krak hay Grakch là một hoàng tử trong truyền thuyết của Ba Lan. Ông là một vị vua, đồng thời là người sáng lập Kraków, cai trị tộc người Lechites (Ba Lan). Krakus cũng có công trong việc xây dựng lâu đài Wawel, và giết chết Rồng Wawel, bằng cách cho con rồng này ăn một con cừu nhồi đầy lưu huỳnh. Trong truyền thuyết về Krakus có đề cập đến việc ông từ một thợ giầy trở thành hoàng tử, và sau này là vua. Bản ghi chép đầu tiên về Krakus, còn được đánh vần là Grakch, là trong Biên niên sử của Ba Lan hoặc lịch sử về các vị vua, có từ năm 1190.
Nhà sử học J. Banaszkiewicz cho rằng, cái tên Krak có nguồn gốc từ "krakula" trong tiếng Slav, nghĩa là cây gậy của quan tòa. Cùng một gốc từ được cho là đã được sử dụng trong các quy ước đặt tên của Séc và Nga. Tuy nhiên, các nhà sử học Cetwiński và Derwich đề xuất một từ nguyên khác, đơn giản là cây sồi, một loại cây thiêng, thường được gắn với khái niệm phả hệ.
Gò Krakus, tồn tại cho đến ngày nay, trước đây được cho là nơi chứa hài cốt của Krakus. Nơi này trở thành một điểm nghiên cứu khảo cổ học, đặc biệt được quan tâm từ năm 1934 - 1938. Tuy nhiên, không có ngôi mộ nào được tìm thấy trong đó. Gò có đường kính hơn 50 mét. Theo nghiên cứu, nó được xây dựng từ thế kỷ 8 đến thế kỷ 10, như một điểm huyết mạch của một khu mộ cổ đã không còn tồn tại.
Truyền thuyết Krakus và Công chúa Wanda xuất hiện trong lịch sử Ba Lan từ thuở sơ khai, do Wincenty Kadlubek viết nên; một truyền thuyết tương tự, của Krok và Libussa, cũng xuất hiện trong lịch sử của Séc, trong Kosmas của Praha.

## Xem thêm

Tạo tác liên quan đến truyền thuyết về Krakus
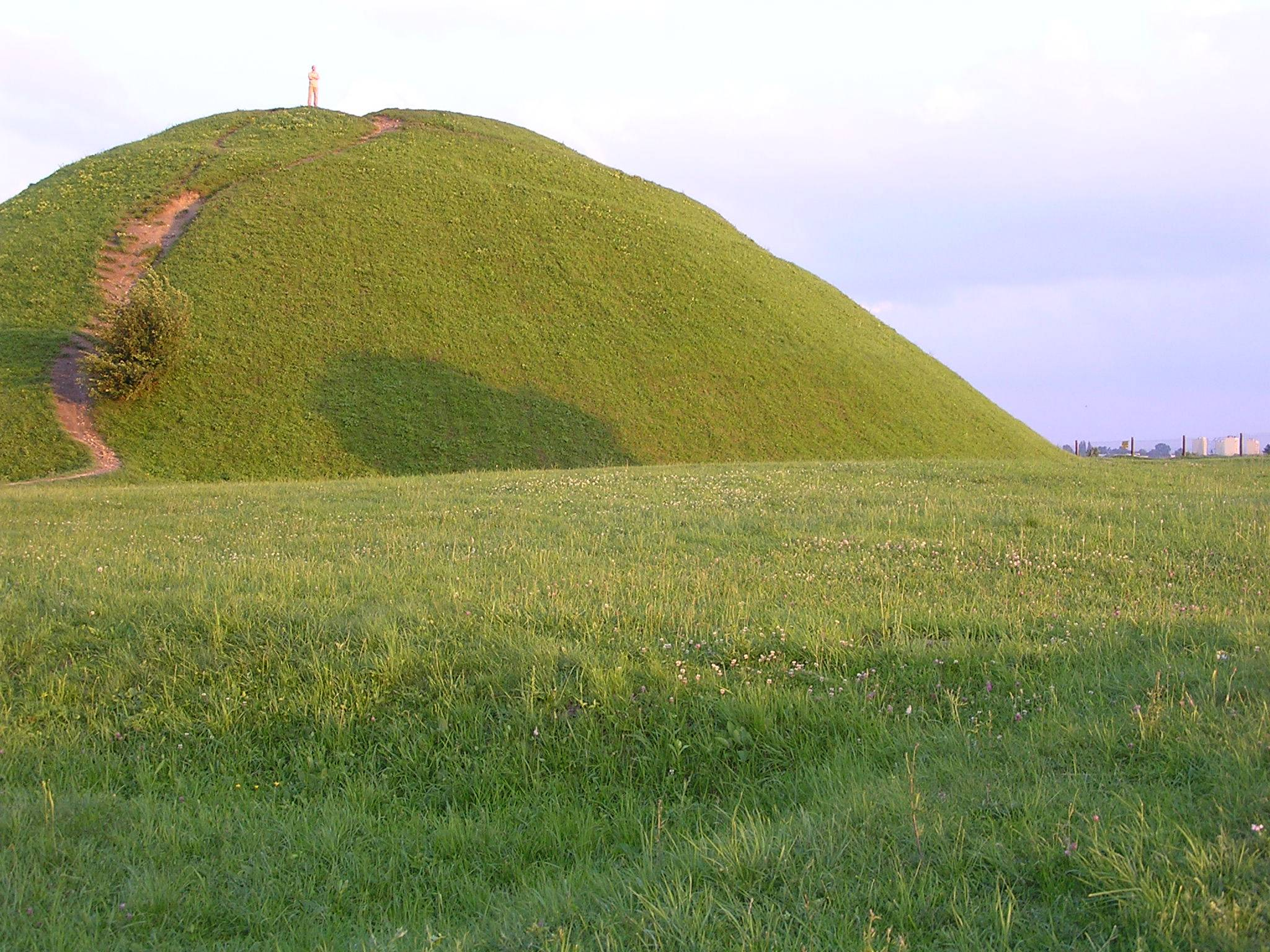
Gò Krakus ở quận Podgórze của Kraków
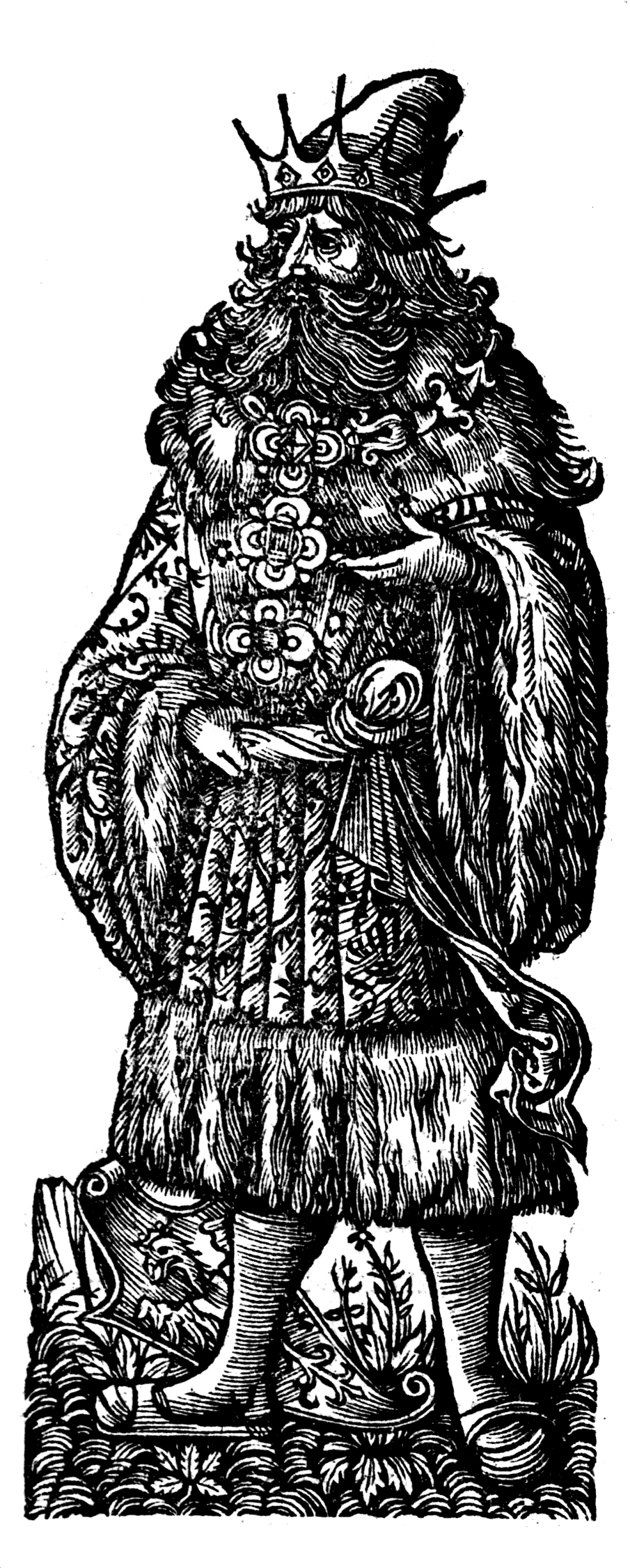
Krak từ Biên niên sử Ba Lan.
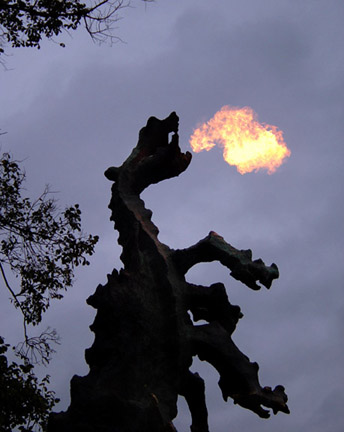
Rồng Wawel phun lửa khi bị Krakus tấn công.
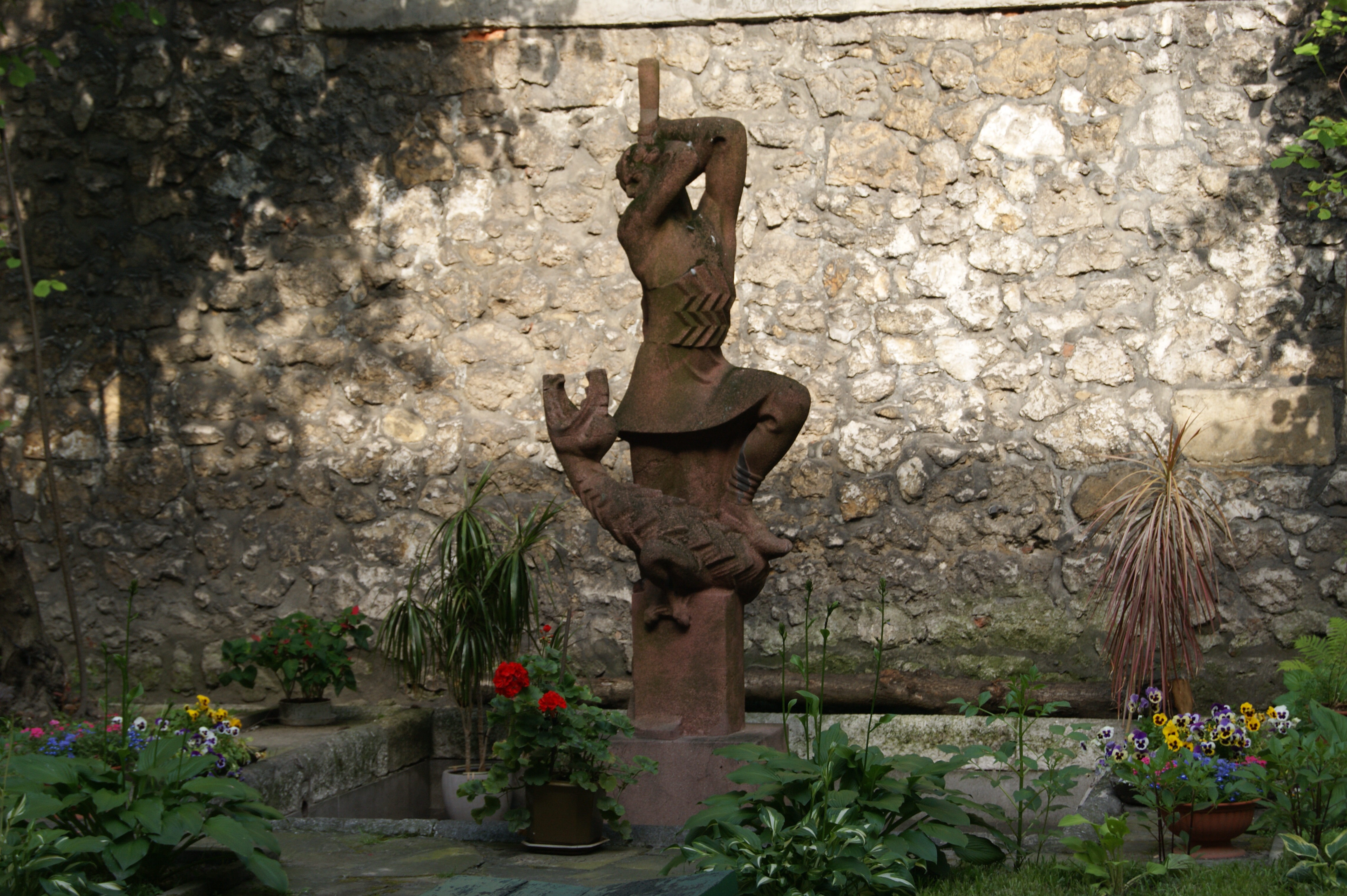
Tượng Krakus và Rồng, năm 1929, ở Phố cổ Kraków.